# Josef Novotný
Josef Novotný es un deportista checoslovaco que compitió en judo. Ganó dos medallas de bronce en el Campeonato Europeo de Judo en los años 1959 y 1961.

## Palmarés internacional
| Campeonato Europeo | Campeonato Europeo | Campeonato Europeo | Campeonato Europeo |
| Año                | Lugar              | Medalla            | Categoría          |
| ------------------ | ------------------ | ------------------ | ------------------ |
| 1959               | Viena (Austria)    | Medalla de bronce  | +80 kg             |
| 1961               | Milán (Italia)     | Medalla de bronce  | 1.er dan           |